# Tag der Erde

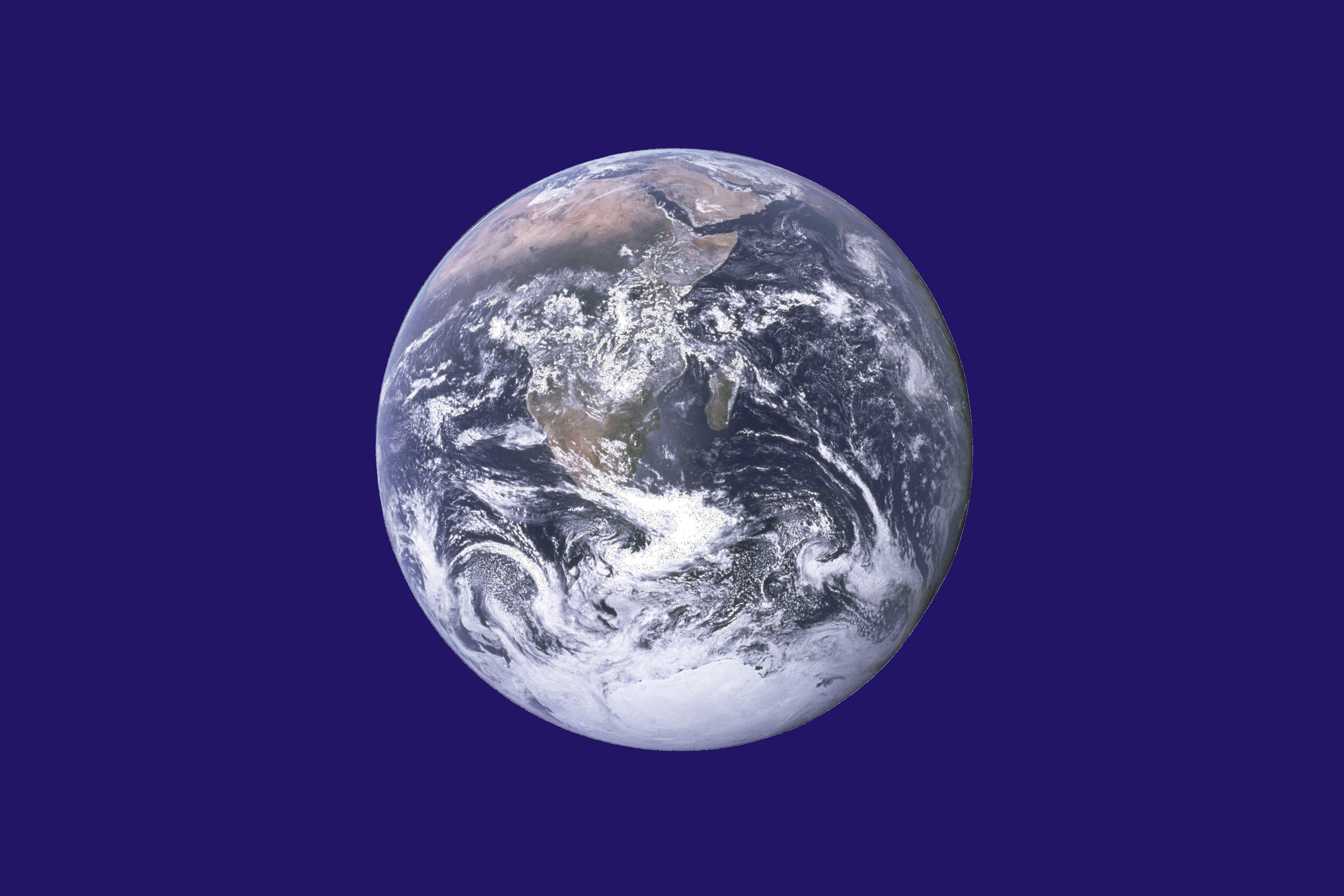
Inoffizielle „Earth Day“-Flagge von John McConnell: Die Blue Marble auf blauem Grund

Der Tag der Erde (englisch Earth Day) wird alljährlich am 22. April mit einem bestimmten Schwerpunkt und Motto in über 175 Ländern begangen und soll die Wertschätzung für die natürliche Umwelt stärken. Der erste Earth Day fand 1970 statt.

## Entstehung
Der Name und das Konzept wurden erstmals von John McConnell im Jahr 1969 bei einer UNESCO-Konferenz in San Francisco vorgeschlagen. Der Tag sollte dazu dienen, weltweit an Frieden, Gerechtigkeit und einem sorgsamen Umgang mit der Erde zu arbeiten. Er sollte am 21. März 1970, dem ersten Tag des Frühlings auf der Nordhalbkugel, gefeiert werden. Dieser Tag wurde später in einer Proklamation von UN-Generalsekretär U Thant als weltweiter Aktionstag manifestiert.
Um auf die Probleme der Umweltverschmutzung aufmerksam zu machen, initiierte etwa zur gleichen Zeit der damalige US-Senator von Wisconsin Gaylord Nelson einen nationalen Umweltaktionstag mit dem Namen Environmental Teach-in oder Earth Day, der jährlich am 22. April stattfindet. Der Tag wird seit 1970 in den USA begangen, wo er von Anbeginn sehr beliebt war und alljährlich an tausenden von Universitäten und Colleges Veranstaltungen stattfinden. Am ersten Earth Day im Jahre 1970 beteiligten sich 20 Millionen Menschen an Aktionen.
Unabhängig davon wurde und wird der Earth Day am von John McConnell vorgeschlagenen (variablen) Datum am Frühjahrsbeginn weiterhin in zahlreichen Städten gefeiert, so in San Francisco und anderen Städten Kaliforniens. Zu dieser Zeremonie gehört das Läuten der – ursprünglich japanischen – Weltfriedensglocke bei den Vereinten Nationen in New York, seit 1997 auch in Wien. Die NGO Earth Society Foundation ist Organisator.
Doch hat sich weltweit der 22. April als Tag der Erde wesentlich breiter durchgesetzt und wird weltweit vom Earth Day Network kuratiert.

## Internationale Bedeutung

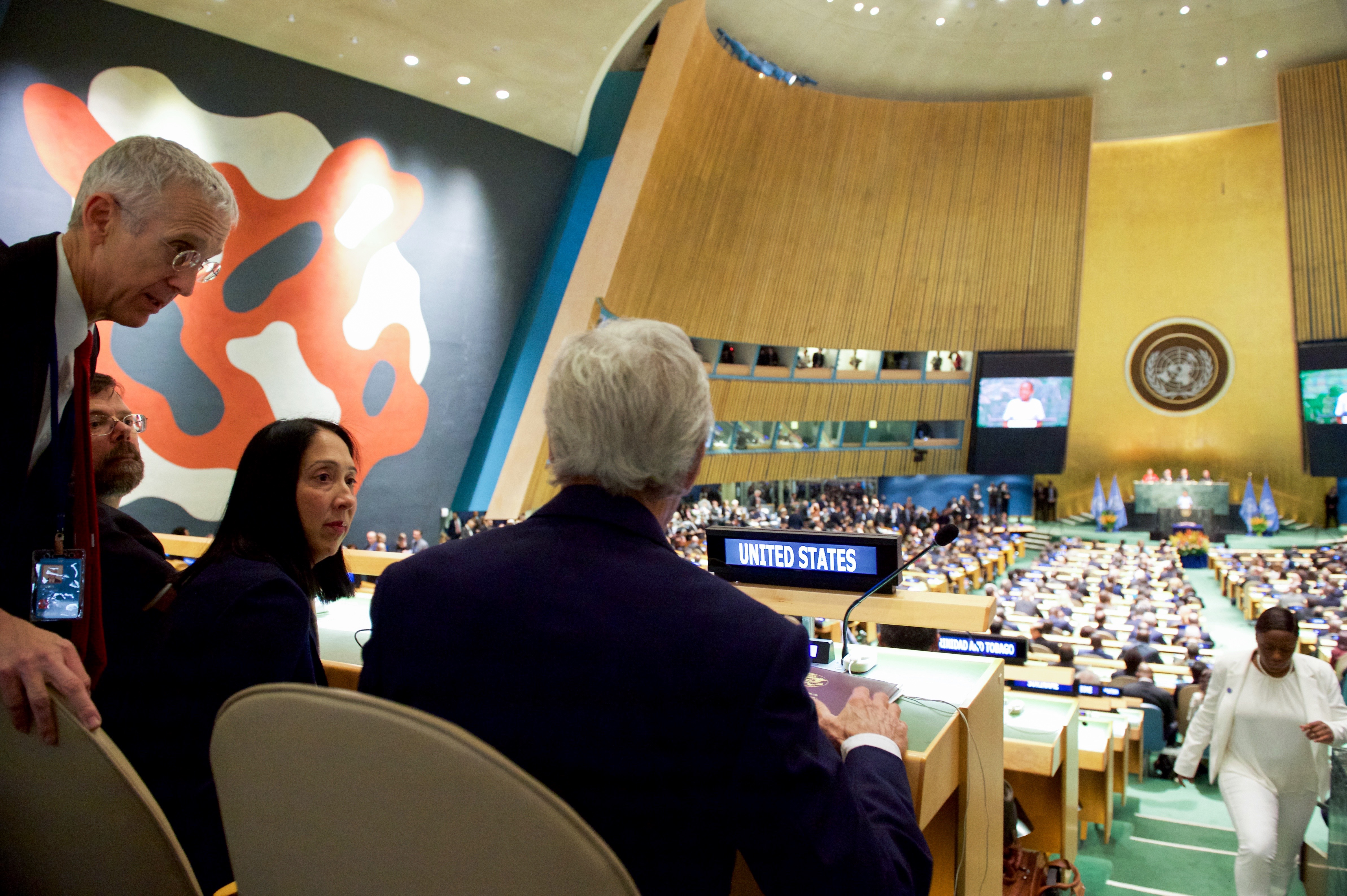
2016 wurde das Übereinkommen von Paris als weiterer Zwischenschritt UNO-Hauptquartier in New York unterzeichnet

Seit 1990 wird dieser weltliche Feiertag am 22. April international begangen. 200 Millionen Menschen in 141 Ländern wurden erreicht. Diese globale Kampagne diente auch der Vorbereitung der Konferenz der Vereinten Nationen über Umwelt und Entwicklung 1992 in Rio de Janeiro. Im Jahre 2000 wurde der Tag der Erde von Kelly Evans organisiert. Er erreichte rund 5000 Umweltorganisationen in 183 Ländern und schätzungsweise mehrere hundert Millionen Menschen. Leonardo DiCaprio war offizieller Gast für die zentrale Eröffnungsveranstaltung, bei der 400.000 Teilnehmer gezählt wurden. Unterstützung fand die Aktion insbesondere durch den ehemaligen US-Vizepräsidenten Al Gore.
Im Jahr 2009 wurde auf Vorschlag der bolivianischen Regierung der 22. April von der Generalversammlung der Vereinten Nationen zum Internationalen Tag der Mutter Erde erklärt. Als Tag der Schöpfung ist der Tag der Erde für die Evangelisch-Lutherische Kirche in Amerika auch ein kirchlicher Gedenktag.

## Weltkonferenz
Nach der gescheiterten UN-Klimakonferenz in Kopenhagen 2009 lud der bolivianische Präsident Evo Morales zum Internationalen Tag der Mutter Erde 2010 und zu einer alternativen Weltkonferenz der Völker über den Klimawandel und die Rechte von Mutter Erde ein. Es sollte nach anderen Wegen angesichts des vom Menschen verursachten Klimawandels gesucht werden. Die Konferenz mit weit mehr als 35.000 Teilnehmern aus 142 Ländern fand vom 19. bis 22. April 2010 in Cochabamba (Bolivien) statt. An der Veranstaltung waren auch Regierungsvertreter aus 47 Ländern, Experten, Nichtregierungsorganisationen und Vertreter von indigenen Völkern beteiligt.
In seiner Eröffnungsrede benannte Präsident Morales das kapitalistische System als Hauptursache für das Ungleichgewicht auf der Erde, da der Planet und seine Bewohner unter dem grenzenlosen Wachstumszwang leiden würden. In 17 Arbeitsgruppen wurde ein zehnseitiges „Abkommen der Völker“ erarbeitet. Als einer der Hauptverursacher des Klimawandels wurde der Agrarsektor benannt, der Lebensmittel für den Markt, aber nicht für die Ernährung aller Menschen produziere. Die Industrieländer wurden aufgefordert, ihren CO2-Ausstoß bis 2020 zu halbieren und sechs Prozent ihres jährlichen Haushalts in einen Weltklimafonds einzuzahlen. Unternehmen und Regierungen sollten vor einem zu gründenden Weltklimagerichtshof verklagt werden können. Gemeinsam von Regierungen, Umweltorganisationen und Gewerkschaften sollte ein weltweites Referendum zum Umweltschutz organisiert werden. Die Pläne sollten bei der folgenden UN-Klimakonferenz in Cancún 2010 eingebracht werden. Der „Tag der Erde“ heißt seitdem „Internationaler Tag der Mutter Erde“.

## Themen

### 2000 bis 2012
Die Mottos vom Tag der Erde waren in Deutschland:
- 2000: der Treibhauseffekt
- 2001: Global denken – lokal handeln
- 2002: Erneuerbare Energiequellen
- 2003: Für eine gesunde Erde – Klimaschutz beginnt an der Haustür
- 2004: SOS für das Wasser
- 2005: Die Umwelt-Allianzen
- 2006: Wir bewegen was – Earth Day engagiert sich für eine gesündere Umwelt
- 2007: Energie-Autonomie – historische Chance jetzt!
- 2008: Wir haben den Mut zur Nachhaltigkeit
- 2009: Wir sind umweltfit!
- 2010: Wir haben Lust auf grüne Zukunft!
- 2011: Wir lieben unsere grüne Stadt! - Vielfältig, vernetzt, nachhaltig, zukunftsfähig.
- 2012: Wahre die Schätze unserer Erde! - Mobilise the Earth!

### 2013
2013 war das internationale Motto The Face of Climate Change (Das Gesischt des Klimawandels) und in Deutschland Grünes Geld – Fairhandeln Verantwortung leben.

### 2014 und 2015
2014 stand der Eart Day in Deutschland unter dem Motto Lebensader Flüsse und 2015 Cradle to Cradle (Von der Wiege zur Wiege), wobei es um Kreislaufwirtschaft ging.

### 2016
2016 wurde unter dem Motto Trees for the Earth (Bäume für die Erde) das Ziel aufgestellt, 7,8 Mrd. Bäume bis 2020 zu pflanzen. In Deutschland war das Motto Mein Essen verändert die Welt!.

### 2017
2017 stand der Earth Day unter anderem in Deutschland unter dem Motto Green IT fürs Klima – Unsere Kommunikation wird grüner!. Darüber hinaus fand an diesem Tag in der Hauptstadt der USA Washington, D.C. als Protest gegen die Klimawandelleugnung von Teilen der US-Regierung unter dem neuen US-Präsidenten Donald Trump und die Unterdrückung bzw. Löschung entsprechender Informationen z. B. auf der Webseite des Weißen Hauses mit der Verbreitung „Alternativer Fakten“ und „Fake News“ („Falschmeldungen“ bzw. Lügen) sowie einer Etablierung einer postfaktischen Ära weltweit in über 600 Städten ein March for Science mit zusammen hunderttausenden Teilnehmenden statt, auch in Deutschland an 22 Orten, hier mit zusammen fast 70.000 Teilnehmenden.

### 2018 bis 2020
2018 wurde in Deutschland unter dem Motto Nachhaltige Mobilität hat Zukunft auf die Verkehrswende aufmerksam gemacht.
2019 war das internationale Motto des Earth days Protect our species (Schütze unsere Arten). Auch in Deutschland stand mit dem Motto Rettet die Arten – Vielfalt schützen der Artenschutz im Fokus.
2020 wurden in Deutschland mit dem Motto StadtNatur stadtökologische Themen hervorgehoben.

### 2021

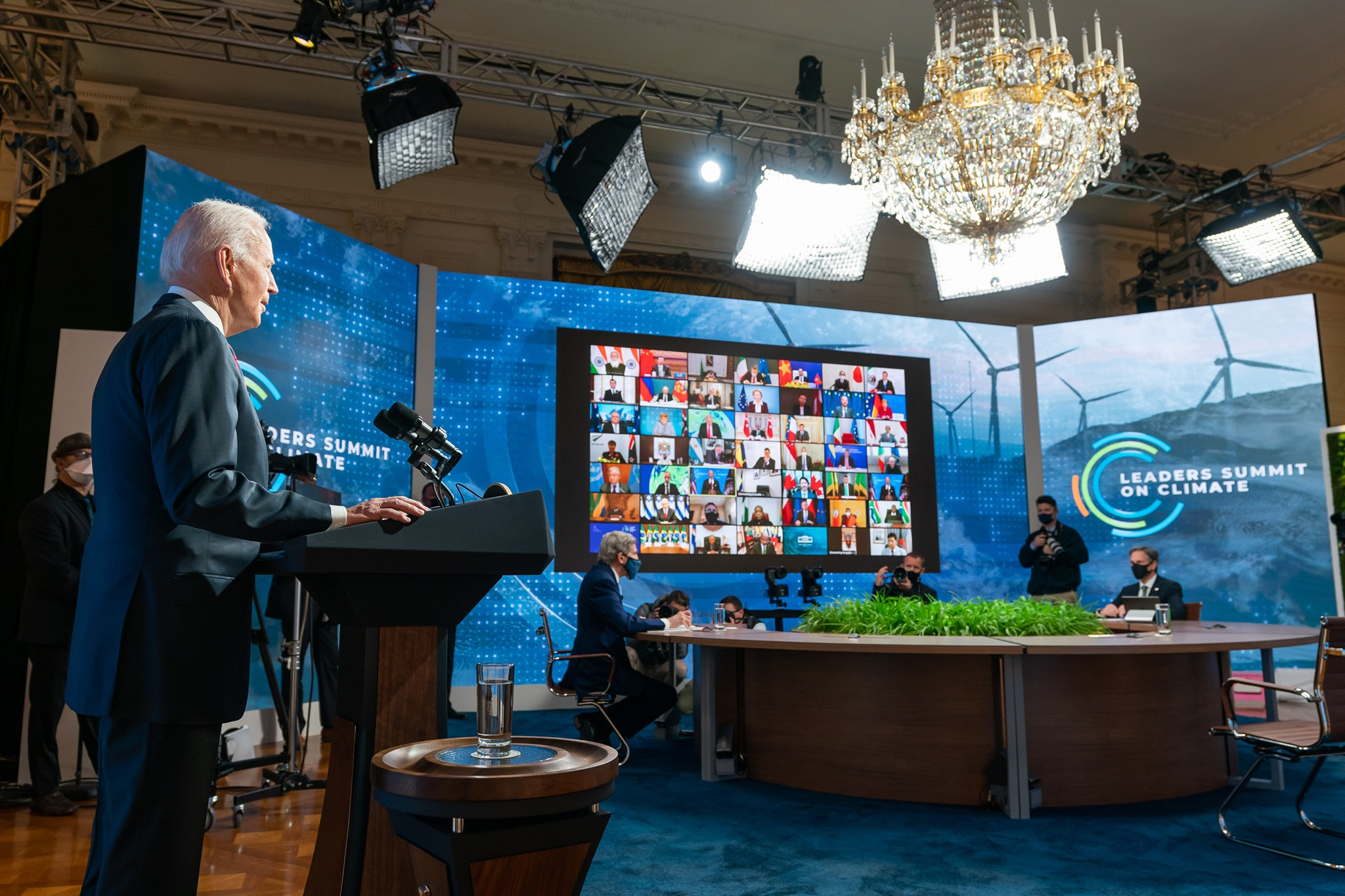
Online-Klimakonferenz

2021 stand der Earth Day international unter dem Motto „Restore our earth“ („Stellt unsere Erde wieder her!“), in Deutschland „Jeder Bissen zählt“. Die NASA bietet für den Earth Day 2021 eine Kommunikation mit Besatzungsmitgliedern der ISS an. Anmeldungen sind für jeden möglich.
US-Präsident Joe Biden lud im Vorfeld der UN-Klimakonferenz 2021 vierzig „world leader“, darunter die Regierungschefs der 17 wichtigsten Industrie- und Schwellenländer, zu einer am Earth Day beginnenden zweitägigen virtuellen und im Internet live verfolgbaren Gipfelkonferenz über den Klimawandel ein.

### 2022 und 2023
2022 und 2023 war das internationale Motto Invest in our Planet (Investiere in unseren Planeten) und das zentrale Thema war Ökonomische Nachhaltigkeit. In Deutschland war das Motto 2022 Deine Kleider machen Leute wobei es um Ethical Fashion ging und 2023 war das Motto Wohne lieber grüner mit dem Thema Nachhaltiges Bauen.

### 2024
2024 stand der Earth Day international unter dem Motto Planet vs. Plastics (Planet gegen Plastik) – Ziel sollte sein, die Produktion von Kunststoffen aller Art weltweit bis 2040 um 60 Prozent zu reduzieren. In Deutschland war das Motto „Wasser macht Leben möglich“.

### 2025
Mit dem Slogan #EarthActionDay steht der 55. Erdtag international unter dem Leitmotiv, (selbst) aktiv zu werden. In Deutschland wiederum ist das Motto in diesem Jahr „DU machst den Unterschied!“.

## Trivia
- Der Sänger und Gitarrist Devin Townsend veröffentlichte ein Lied namens Earth Day.
- Der amerikanische Liedermacher John Denver hat 1990 auf dem Album Earth Songs ein Lied unter dem Titel Earth Day Every Day (Celebrate) veröffentlicht.
- Michael Jackson veröffentlichte seinen Earth Song in Bezug auf den World Environment Day, der am 5. Juni begangen wird.
- Das Empire State Building in New York City wurde am Tag der Erde grün angestrahlt.
- Seit 2001 wird auf der Google-Einstiegsseite weltweit zum Tag der Erde ein entsprechendes Google Doodle angezeigt, um auf diesen Tag aufmerksam zu machen.[32] 2016 entwarf Google sogar fünf Doodles, um so noch mehr Aufmerksamkeit für diesen Tag zu generieren.
- 2016 spendete Apple die Einnahmen 27 ausgewählter Apps, darunter Angry Birds 2 und Candy Crush Saga,[33] an den WWF.[34][35]
- Deutschlands größtes Fest zum Tag der Erde findet alljährlich am vorletzten Sonntag im April in der documenta-Stadt Kassel statt. 2017 wurde es erstmals rein vegetarisch abgehalten, um auf den hohen ökologischen Fußabdruck durch Fleischkonsum hinzuweisen.[36]